# Courcelles-lès-Semur
Courcelles-lès-Semur è un comune francese di 244 abitanti situato nel dipartimento della Côte-d'Or nella regione della Borgogna-Franca Contea.

## Società

### Evoluzione demografica
Abitanti censiti